# ميك موريسي
ميك موريسي (بالإنجليزية: Mick Morrissey)‏ هو لاعب قذف أيرلندي، ولد في 1932 في St Mullin's ‏ في جمهورية أيرلندا، وتوفي في 1993.